# Благонравова, Ангелина Аркадьевна
Ангелина Аркадьевна Благонра́вова (1899—1987) — советский инженер-химик.

## Биография
Работала в лаборатории на лакокрасочном заводе № 36 (лаборатории Дринберга), в НИИ лаков и красок Гипронилкраска (ГИПИ № 4, Москва).
В 1970-х годах в ГИПИ ЛКП совместно с А. И. Непомнящим руководила разработкой одностадийного метода синтеза эпоксидных смол путём гетерофазной поликонденсации в среде органических растворителей.
Соавтор книги: Лаковые эпоксидные смолы [Текст] / А. А. Благонравова, А. И. Непомнящий. — М. : Химия, 1970. — 248 с.
Брат — Благонравов, Анатолий Аркадьевич.
Похоронена на Новодевичьем кладбище.

## Награды и премии
- Сталинская премия третьей степени (1947) — за разработку и промышленную реализацию новых методов производства синтетических смол, масел и лаков